# Anthe (maan)
Anthe is een kleine maan van de planeet Saturnus met een baan tussen de banen van de middelgrote manen Mimas en Enceladus. 

Afbeelding waarop de ontdekking te zien is van Anthe

 De maan is op 30 mei 2007 ontdekt door het Cassini Imaging Science Team onder leiding van Carolyn Porco.
De maan is ongeveer 1,8 kilometer in doorsnede en draait in een baan om Saturnus met een baanstraal van 196.888 km in 2 jaar en 10 maanden. Anthe beweegt zich dichtbij twee andere kleine manen: Methone en Pallene.

## De naam
De maan is vernoemd naar Anthe (Grieks: Άνθη), een van de zeven Alkyoniden uit de Griekse mythologie. De naam betekent in bloei. Andere namen voor de maan zijn S/2007 S4 en Saturnus XLIX.